# Stålbyggnadsinstitutet
Stålbyggnadsinstitutet (SBI) är en svensk branschorganisation, som är inriktad mot information och utbildning samt framtagande av ny litteratur inom ämnet stålbyggnad. Stålbyggnadsinstitutet är finansierat av företag inom stålbyggnadsbranschen genom stiftelsen Svensk stålbyggnadsforskning.

## Historik
Stålbyggnadsinstitutet bildades på initiativ av Ingenjörsvetenskapsakademien hösten 1967 och verksamheten startade på nyåret 1968. Syftet med bildandet av Stålbyggnadsinstitutet var att höja kunskapsnivån inom byggbranschen om stål som bygg- och konstruktionsmaterial. Bakgrunden var att stålet nästan helt försvunnit som stommaterial i Sverige efter andra världskriget då stålet behövdes till andra uppgifter.